# Plastic Ono Band
Die Plastic Ono Band ist eine Musikgruppe, die von John Lennon und Yoko Ono im Jahr 1969 gegründet wurde. Die Plastic Ono Band hatte keine feste Besetzungsformation.

## Geschichte

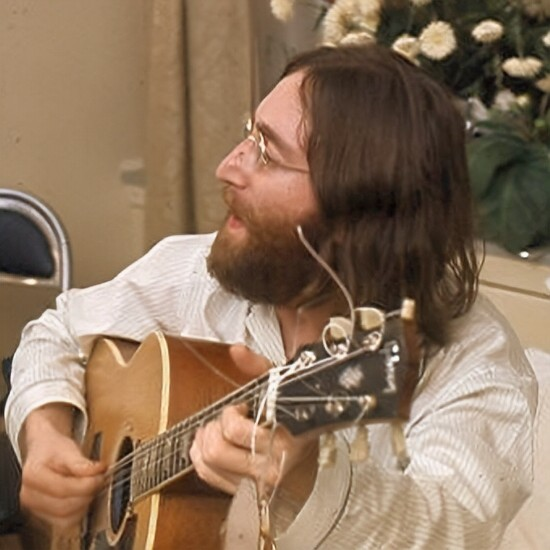
John Lennon bei den Proben zum Titel Give Peace a Chance, 1969

Die Plastic Ono Band war zunächst nur ein Name, unter dem John Lennon und Yoko Ono im Juli 1969 ihre erste Single Give Peace a Chance veröffentlichten. Eine tatsächliche Gruppe gleichen Namens existierte zu diesem Zeitpunkt noch nicht. Für einen Auftritt beim Toronto Rock and Roll Revival wurde im September 1969 dann unter diesem Namen eine einmalige Liveband zusammengestellt. Weitere Mitglieder waren Alan White, Klaus Voormann und Eric Clapton. Die Gruppe hatte keine einzige Probe absolviert, als sie sich im Flugzeug von London aus nach Toronto aufmachte. Geprobt wurde deshalb während des Fluges. John Lennon übte mit den anderen Bandmitgliedern einige Rock-’n’-Roll-Klassiker wie Money (That’s What I Want) und Blue Suede Shoes ein. Außerdem spielten sie das Beatles-Lied Yer Blues vom sogenannten White Album und die neuen Kompositionen Lennons, Cold Turkey und Give Peace a Chance. Die andere Hälfte des Repertoires bestand aus Yoko Onos Kompositionen Don’t Worry, Kyoko und John John (Let’s Hope for Peace). Der Auftritt in Toronto vermittelte auch Yoko Onos Bagism-Konzept. Sie verbrachte weite Strecken ihrer Zeit auf der Bühne in einen weißen Sack gehüllt. Die abschließend von ihr gesungenen Titel wurden überwiegend nur von Gitarren-Feedback begleitet. Das Konzert in Toronto wurde noch im gleichen Jahr als Langspielplatte Live Peace in Toronto 1969 veröffentlicht. Im April 1989 wurde das bis dahin unter Verschluss gehaltene Videomaterial des Toronto-Konzerts ebenfalls veröffentlicht.

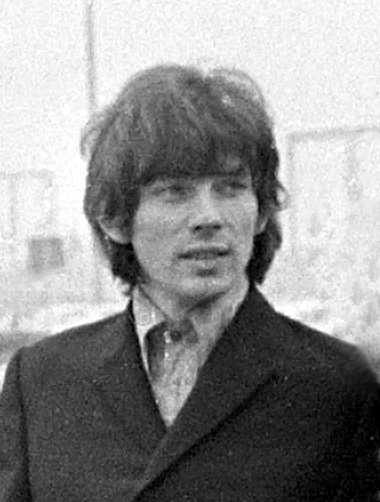
Klaus Voormann

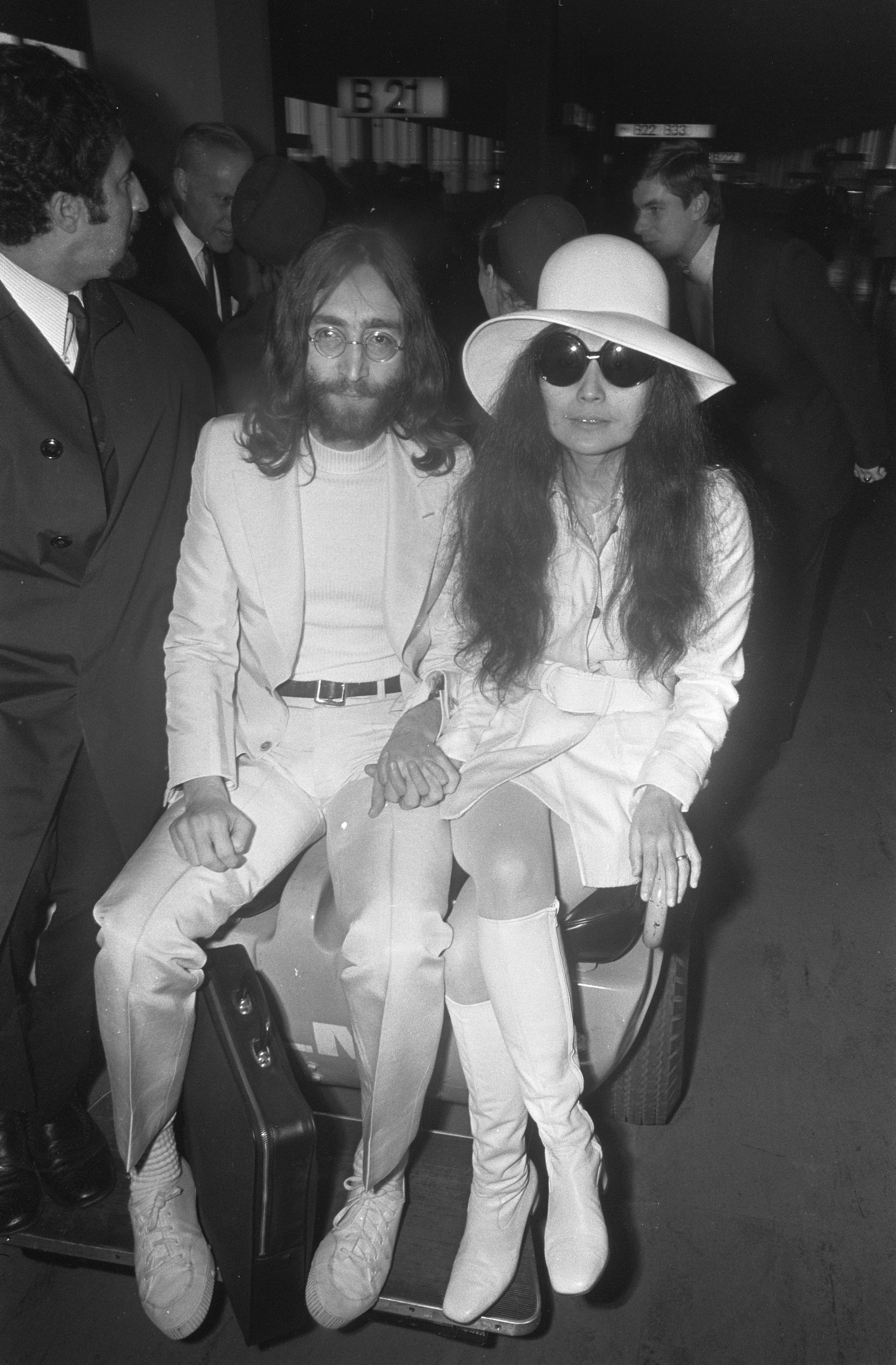
John Lennon und Yoko Ono in Amsterdam, 31. März 1969

Am 30. September 1969 wurde die Single Cold Turkey (John Lennon) / Don’t Worry Kyoko (Mummy’s Only Looking for Her Hand in the Snow) (Yoko Ono) in der Besetzung aufgenommen: John Lennon (Gitarre und Gesang), Eric Clapton (Gitarre), Klaus Voormann (Bass) und Ringo Starr (Schlagzeug). Am 26. November 1969 stellte John Lennon gemeinsam mit Yoko Ono das Lied What’s the New Mary Jane fertig, an dem ursprünglich auch George Harrison beteiligt war, um es zusammen mit dem Beatles-Lied You Know My Name (Look Up the Number) auf einer Single am 5. Dezember 1969 (Katalognummer Apples 1002) zu veröffentlichen – unter dem Namen Plastic Ono Band. Als die restlichen Beatles von diesem Plan erfuhren, intervenierten sie sofort dagegen und die Single wurde zurückgezogen.

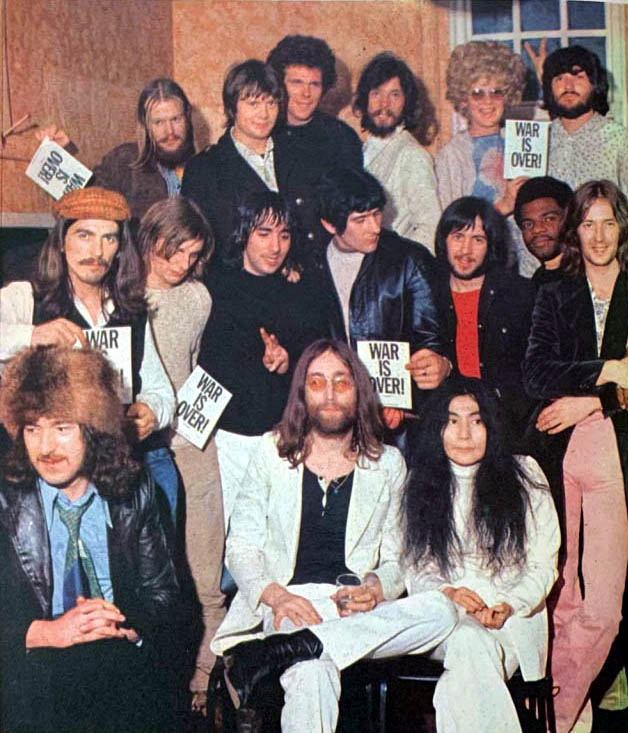
Plastic Ono Supergroup in London am 15. Dezember 1969

Ein weiteres Konzert der Plastic Ono Band erfolgte im Lyceum Ballroom in London am 15. Dezember 1969. Es stand unter dem Motto peace for christmas (Benefit for UNICEF). Bei diesem Auftritt wirkten neben Eric Clapton, Klaus Voormann, Alan White unter anderem auch Billy Preston und George Harrison mit, die Musikgruppenbezeichnung lautete Plastic Ono Supergroup.
Am 6. Februar 1970 nahm John Lennon seine Single Instant Karma! mit dem US-amerikanischen Musikproduzenten Phil Spector in folgender Besetzung auf: Klaus Voormann, Alan White, Billy Preston, George Harrison und Mal Evans. Lennons erstes Soloalbum John Lennon/Plastic Ono Band (Dezember 1970) sowie das erste Soloalbum von Yoko Ono Yoko Ono/Plastic Ono Band (Dezember 1970), aufgenommen mit Ringo Starr, Billy Preston und Klaus Voormann, basierte auf den Erfahrungen, die das Paar mit der „Urschrei“-Therapie des US-amerikanischen Psychologen Arthur Janov gemacht hatte.
Im März 1971 folgte die erfolgreiche Single Power to the People, die politisch motiviert war. Mitwirkende Musiker waren erneut Klaus Voormann und Billy Preston. Die Single God Save Us / Do the OZ wurde im Mai 1971 aufgenommen. Als Studiomusiker fungierten Ringo Starr, Klaus Voormann und John Lennon, die A-Seite wurde von Bill Elliot eingesungen und die B-Seite von Lennon. Die Veröffentlichung erfolgte unter dem Pseudonym Elastic Oz Band.
Sein zweites Album Imagine (September 1971) nahm John Lennon mit George Harrison, Jim Keltner und Klaus Voormann sowie weiteren Musikern im Mai 1971 in Lennons eigenem Studio, den Ascot Sound Studios in Tittenhurst Park, auf. Yoko Onos Album Fly wurde ebenfalls dort aufgenommen. Im Oktober 1971 wurde die Weihnachtssingle Happy Xmas (War Is Over) aufgenommen, die im Dezember 1971 in den USA und im November 1972 in Großbritannien veröffentlicht wurde, lediglich Klaus Voormann und Jim Keltner waren schon bei vorhergehenden Besetzungen dabei.
Das Album Some Time in New York City wurde unter der Interpretenbezeichnung John and Yoko/Plastic Ono Band with Elephants Memory and Invisible Strings im Juni 1972 veröffentlicht, es war aber lediglich Jim Keltner aus vorgehenden Besetzungen als Musiker involviert. Yoko Ono veröffentlichte im Jahr 1973 zwei Alben, bei denen die Plastic Ono Band als Mitinterpret auf dem Cover aufgeführt wird, bei Approximately Infinite Universe (Januar 1973) ist aber wiederum die Elephants Memory Band die Begleitband, bei dem Nachfolgealbum Feeling the Space (November 1973) wurde eine neue Studioband zusammengestellt, erneut war es Jim Keltner, der schon bei früheren Aufnahmen mitwirkte. John Lennon übernahm zwar die Studioband für sein Album Mind Games (November 1973), erwähnte aber auf dem Cover lediglich seinen eigenen Namen als Interpreten. Auf der Schallplatten-Innenhülle wurden die Studiomusiker als Plastic U.F.Ono Band aufgeführt.
Yoko Ono unternahm vom 10. bis zum 19. August 1974 eine Tournee in Japan unter der Bandbezeichnung Yoko Ono & The Plastic Ono Super Band. Mitwirkende Musiker waren Steve Khan (Gitarre), Don Grolnick (Keyboard), Michael Brecker (Saxofon und Flöte), Randy Brecker (Trompete), Andy Mewson (Bass), Rick Marotta und Steve Gadd (Schlagzeug). Erst 2022 erschien das dazugehörige Livealbum Let’s Have a Dream – 1974 One Step Festival.
Im Oktober 1974 folgte Lennons Album Walls and Bridges, das die Studioband, auf der Schallplatten-Innenhülle als Plastic Ono Nuclear Band bezeichnet, diesmal wirkten unter anderem erneut Jim Keltner und Klaus Voormann mit. Eine weitere Erwähnung des Namens Plastic Ono Band erfolgte von John Lennon nur noch auf seinem Kompilationsalbum Shaved Fish (Oktober 1975).
Im September 2009 veröffentlichte Yoko Ono unter der Interpretenbezeichnung Yoko Ono/Plastic Ono Band das Album Between My Head and the Sky, von den originären Bandmitgliedern oder Studiomusikern der 1970er Jahre war außer Yoko Ono keiner bei der Neugründung der Plastic Ono Band dabei. Am 16. Februar 2010 trat allerdings die Plastic Ono Band in der Besetzung mit Eric Clapton, Klaus Voormann und Jim Keltner in der Brooklyn Academy of Music in New York auf. Die beiden erst aufgeführten Musiker spielten beim Livealbum Live Peace in Toronto 1969 mit, während Jim Keltner bei mehreren Studioaufnahmen der 1970er von Yoko Ono und John Lennon als Schlagzeuger mitwirkte.
Im Jahr 2013, in dem Yoko Ono 80 wurde, erschien im September das Album Take Me to the Land of Hell, das unter Yoko Ono / Plastic Ono Band veröffentlicht wurde.

## Diskografie

### Alben
Bei den nachfolgenden aufgeführten Alben wird der Bandname Plastic Ono Band auf dem Schallplattencover oder auf dem Schallplattenlabel (Ausnahmen: Mind Games und Walls and Bridges) aufgeführt:
- 1969: Live Peace in Toronto 1969 (Plastic Ono Band)
- 1970: John Lennon/Plastic Ono Band (John Lennon/Plastic Ono Band)
- 1970: Yoko Ono/Plastic Ono Band (Yoko Ono/Plastic Ono Band)
- 1971: Imagine (John Lennon/Plastic Ono Band (with the Flux Fiddlers))
- 1971: Fly (Yoko Ono with The Plastic Ono Band)
- 1972: Some Time in New York City (John and Yoko/Plastic Ono Band with Elephants Memory and Invisible Strings)
- 1973: Approximately Infinite Universe (Yoko Ono with The Plastic Ono Band)
- 1973: Mind Games (Erwähnung der Plastic U.F.Ono Band auf der Schallplatten-Innenhülle)
- 1973: Feeling the Space (Yoko Ono with The Plastic Ono Band & Something Different)
- 1974: Walls and Bridges (Erwähnung der Plastic Ono Nuclear Band auf der Schallplatten-Innenhülle)
- 1975: Shaved Fish (John Lennon/Plastic Ono Band)
- 2009: Between My Head and the Sky (Yoko Ono/Pastic Ono Band)
- 2013: Take Me to the Land of Hell (Yoko Ono/Pastic Ono Band)
- 2022: Let’s Have a Dream – 1974 One Step Festival (Yoko Ono & The Plastic Ono Super Band)

### EPs
- 2009: Don’t Stop Me! (Yoko Ono & The Plastic Ono Band)
- 2011: The Fear Litany / Do It! / Brain of Heaven / Atlas Eets Christmas (The Flaming Lips with Yoko Ono/The Plastic Ono Band)
- 2013: Waiting For The D Train (Live)/ I’m Going Away Smiling (Iggy Pop & Yoko Ono/Plastic Ono Band)
- 2013: Seed of Joy / Life Is a Struggle / Greenfield Morning (Live in Los Angeles, 1. Oktober 2010) (RZA, Yoko Ono & The Plastic Ono Band)
- 2025: Well Well Well / Instant Karma! (We All Shine On) / Cold Turkey / Don’t Worry Kyoko (Mummy's Only Looking for a Hand in the Snow) Anlässlich des Record Store Day am 12. April 2025 erschien die 12"-Vinyl-EP Power To the People (Live at the One-To-One Concert, New York City, 1972) unter der Interpretenbezeichnung John & Yoko/Plastic Ono Band with Elephant's Memory[7]

### Album-Chartplatzierungen
| Jahr | Titel                           | Höchstplatzierung, Gesamtwochen, AuszeichnungChartplatzierungen (Jahr, Titel, Platzierungen, Wochen, Auszeichnungen, Anmerkungen) | Höchstplatzierung, Gesamtwochen, AuszeichnungChartplatzierungen (Jahr, Titel, Platzierungen, Wochen, Auszeichnungen, Anmerkungen) | Höchstplatzierung, Gesamtwochen, AuszeichnungChartplatzierungen (Jahr, Titel, Platzierungen, Wochen, Auszeichnungen, Anmerkungen) | Höchstplatzierung, Gesamtwochen, AuszeichnungChartplatzierungen (Jahr, Titel, Platzierungen, Wochen, Auszeichnungen, Anmerkungen) | Höchstplatzierung, Gesamtwochen, AuszeichnungChartplatzierungen (Jahr, Titel, Platzierungen, Wochen, Auszeichnungen, Anmerkungen) | Anmerkungen |
| Jahr | Titel                           | DE | AT | CH | UK | US | Anmerkungen |
| ---- | ------------------------------- | --- | --- | --- | --- | --- | --- |
| 1969 | Live Peace in Toronto 1969      | — | — | — | — | US10 (32 Wo.)US | Erstveröffentlichung: 12. Dezember 1969                                                                                     |
| 1970 | John Lennon/Plastic Ono Band    | DE7 (7 Wo.)DE | AT6 (2 Wo.)AT | CH16 (1 Wo.)CH | UK8 (1 Wo.)UK | US6 (34 Wo.)US | Erstveröffentlichung: 11. Dezember 1970 John Lennon And The Plastic Ono Band                                                |
| 1970 | Yoko Ono/Plastic Ono Band       | — | — | — | — | US182 (3 Wo.)US | Erstveröffentlichung: 11. Dezember 1970 Yoko Ono/Plastic Ono Band                                                           |
| 1971 | Imagine                         | DE10 (56 Wo.)DE | AT39 (1 Wo.)AT | CH41 (1 Wo.)CH | UK1 (102 Wo.)UK | US1 (48 Wo.)US | Erstveröffentlichung: 9. September 1971 John Lennon and The Plastic Ono Band                                                |
| 1971 | Fly                             | — | — | — | — | US199 (2 Wo.)US | Erstveröffentlichung: 20. September 1971 Yoko Ono/Plastic Ono Band                                                          |
| 1972 | Some Time in New York City      | — | — | — | UK11 (0 Wo.)UK | US48 (17 Wo.)US | Erstveröffentlichung: 12. Juni 1972 John and Yoko/Plastic Ono Band mit Elephants Memory und Invisible Strings               |
| 1973 | Mind Games                      | DE6 (2 Wo.)DE | AT7 (1 Wo.)AT | CH22 (1 Wo.)CH | UK13 (13 Wo.)UK | US9 (31 Wo.)US | Erstveröffentlichung: 2. November 1973 John Lennon mit Plastic U.F.Ono Band; erst 2024 als Wiederveröffentlichung platziert |
| 1973 | Approximately Infinite Universe | — | — | — | — | US193 (4 Wo.)US | Erstveröffentlichung: 8. Januar 1973 Yoko Ono mit The Plastic Ono Band                                                      |
| 1974 | Walls and Bridges               | DE41 (8 Wo.)DE | — | — | UK6 (10 Wo.)UK | US1 (35 Wo.)US | Erstveröffentlichung: 26. September 1974 John Lennon mit Plastic Ono Nuclear Band                                           |
| 1975 | Shaved Fish                     | — | AT5 (22 Wo.)AT | — | UK8 (29 Wo.)UK | US12 (32 Wo.)US | Erstveröffentlichung: 24. Oktober 1975 John Lennon and The Plastic Ono Band                                                 |

grau schraffiert: keine Chartdaten aus diesem Jahr verfügbar

### Singles
Bei den nachfolgenden aufgeführten Singles wird der Bandname Plastic Ono Band auf dem Schallplattencover oder auf dem Schallplattenlabel aufgeführt:
- 1969: Give Peace a Chance / Remember Love (John Lennon & Yoko Ono with The Plastic Ono Band)
- 1969: Cold Turkey / Don’t Worry Kyoko (Mummy’s Only Looking for a Hand in the Snow) (John Lennon & Yoko Ono with The Plastic Ono Band)
- 1969: Instant Karma! (We All Shine On) / Who Has Seen the Wind (John Lennon & Yoko Ono with The Plastic Ono Band)
- 1970: Mother (Edit) / Why (John Lennon & Yoko Ono with The Plastic Ono Band)
- 1971: Power to the People / Open Your Box (John Lennon / Yoko Ono & The Plastic Ono Band)
- 1971: Imagine / It’s so Hard (John Lennon & The Plastic Ono Band)
- 1971: Mrs. Lennon / Midsummer New York (Yoko Ono & The Plastic Ono Band)
- 1971: Happy Xmas (War Is Over) / Listen the Snow Is Falling (John Lennon & Yoko Ono with The Plastic Ono Band and The Harlem Community Choir)
- 1972: Woman Is the Nigger of the World / Sister O Sister (John Lennon/Yoko Ono/Plastic Ono Band with Elephant’s Memory and Invisible Strings)
- 1972: Now or Never / Move on Fast (Yoko Ono/The Plastic Ono Band)
- 1973: Death of Samantha / Yang Yang (Yoko Ono / Plastic Ono Band with Elephant’s Memory, Endless Strings, Choir Boys)
- 1973: Josejoi Banzai (Part 1) / Josejoi Banzai (Part 2) (Yoko Ono / Plastic Ono Band with Elephant’s Memory)
- 1974: Yume O Motou (Let’s Have a Dream) / It Happened (Yoko Ono & The Plastic Ono Super Band)
- 1974: Whatever Gets You thru the Night / Beef Jerky (John Lennon & The Plastic Ono Nuclear Band)

### Single-Chartplatzierungen
| Jahr | Titel Album                                                 | Höchstplatzierung, Gesamtwochen, AuszeichnungChartplatzierungen (Jahr, Titel, Album, Platzierungen, Wochen, Auszeichnungen, Anmerkungen) | Höchstplatzierung, Gesamtwochen, AuszeichnungChartplatzierungen (Jahr, Titel, Album, Platzierungen, Wochen, Auszeichnungen, Anmerkungen) | Höchstplatzierung, Gesamtwochen, AuszeichnungChartplatzierungen (Jahr, Titel, Album, Platzierungen, Wochen, Auszeichnungen, Anmerkungen) | Höchstplatzierung, Gesamtwochen, AuszeichnungChartplatzierungen (Jahr, Titel, Album, Platzierungen, Wochen, Auszeichnungen, Anmerkungen) | Höchstplatzierung, Gesamtwochen, AuszeichnungChartplatzierungen (Jahr, Titel, Album, Platzierungen, Wochen, Auszeichnungen, Anmerkungen) | Anmerkungen |
| Jahr | Titel Album                                                 | DE | AT | CH | UK | US | Anmerkungen |
| ---- | ----------------------------------------------------------- | --- | --- | --- | --- | --- | --- |
| 1969 | Give Peace a Chance –                                       | DE4 (29 Wo.)DE | AT2 (16 Wo.)AT | CH4 (11 Wo.)CH | UK2 (18 Wo.)UK | US14 (9 Wo.)US | Erstveröffentlichung: 4. Juli 1969 John Lennon & Yoko Ono mit The Plastic Ono Band                                     |
| 1969 | Cold Turkey –                                               | — | — | — | UK14 (8 Wo.)UK | US30 (12 Wo.)US | Erstveröffentlichung: 20. Oktober 1969 John Lennon & Yoko Ono mit The Plastic Ono Band                                 |
| 1970 | Instant Karma! –                                            | DE7 (26 Wo.)DE | AT4 (8 Wo.)AT | CH9 (6 Wo.)CH | UK5 (9 Wo.)UK | US3 (13 Wo.)US | Erstveröffentlichung: 6. Februar 1970 John Lennon & Yoko Ono mit The Plastic Ono Band                                  |
| 1970 | Mother John Lennon/Plastic Ono Band                         | DE26 (10 Wo.)DE | AT9 (8 Wo.)AT | CH3 (11 Wo.)CH | — | US42 (6 Wo.)US | Erstveröffentlichung: 1970 John Lennon & Yoko Ono mit The Plastic Ono Band                                             |
| 1971 | Power to the People –                                       | DE7 (15 Wo.)DE | AT11 (4 Wo.)AT | CH5 (6 Wo.)CH | UK7 (9 Wo.)UK | US11 (9 Wo.)US | Erstveröffentlichung: 1971 John Lennon/Yoko Ono & The Plastic Ono Band                                                 |
| 1971 | Imagine                                                     | DE7 (37 Wo.)DE | AT4 (18 Wo.)AT | CH2 (27 Wo.)CH | UK1 (47 Wo.)UK | US3 (9 Wo.)US | Erstveröffentlichung: 11. Oktober 1971 John Lennon & The Plastic Ono Band                                              |
| 1971 | Happy Xmas (War Is Over) –                                  | DE6 Platin · (55 Wo.)DE | AT6 (59 Wo.)AT | CH10 (39 Wo.)CH | UK2 ×3Dreifachplatin · (100 Wo.)UK | US38 (6 Wo.)US | Erstveröffentlichung: 1. Dezember 1971 John Lennon & Yoko Ono mit The Plastic Ono Band und The Harlem Community Choir  |
| 1972 | Woman Is the Nigger of the World Some Time in New York City | — | — | — | — | US57 (5 Wo.)US | Erstveröffentlichung: 24. April 1972 John Lennon/Yoko Ono/Plastic Ono Band mit Elephant’s Memory und Invisible Strings |
| 1974 | Whatever Gets You thru the Night –                          | DE42 (2 Wo.)DE | — | — | UK36 (4 Wo.)UK | US1 (15 Wo.)US | Erstveröffentlichung: 1974 John Lennon & The Plastic Ono Nuclear Band                                                  |

grau schraffiert: keine Chartdaten aus diesem Jahr verfügbar

## Videoalben
- 1970: Plastic Ono Band – Live Peace In Toronto (US: Gold)
- 2010: Sweet Toronto (UK: Gold)